# Daria Golovaty
Daria Golovaty (hebreiska: דריה גולובטי), född 30 augusti 2005, är en israelisk simmare.

## Karriär
Vid EM 2024 i Belgrad var Golovaty en del av Israels lag som tog guld och noterade ett nytt nationsrekord på 4×200 meter frisim.